# Arcipreti del duomo di Milano
Quello che segue è un elenco degli Arcipreti del capitolo del duomo di Milano:

## Arcipreti
| Nome                                 | Inizio arcipretura | Fine arcipretura | Note                                      |
| ------------------------------------ | ------------------ | ---------------- | ----------------------------------------- |
| Dateo                                | ca. 787            |                  |                                           |
| Rachiberto                           | 838                | 843              | Già abate della Basilica di Sant'Ambrogio |
| Valperto                             | ca. 866            |                  | Già arciprete del duomo di Monza          |
| Aupaldo                              | ca. 890            | ca. 893          |                                           |
| Pietro                               | ca. 893            |                  |                                           |
| Redaldo                              |                    |                  |                                           |
| Ghisolfo                             | ca. 973            |                  |                                           |
| Pietro                               | 1014               | 1028             |                                           |
| Wiberto o Guiberto                   | 1045               |                  |                                           |
| Adelmano                             | 1053               |                  |                                           |
| Gotofredo                            | ca. 1083           | 1095             |                                           |
| Anselmo                              | ca. 1096           | ca. 1100         |                                           |
| Olrico da Corte                      | 1116               | ca. 1120         | Poi arcivescovo di Milano                 |
| Tebaldo da Landriano                 | 1128               | 1148             |                                           |
| Obizzone o Oberto                    | 1148               | 1156             |                                           |
| Stefano                              | 1157               |                  |                                           |
| Milone da Cardano                    | 1158               | 1187             | Poi arcivescovo di Milano                 |
| Bosone de Monte Pietro               | 1186               | 1186             |                                           |
| Filippo da Lampugnano                | 1187               | 1196             | Poi arcivescovo di Milano                 |
| Pietro                               | 1196               | ca. 1201         |                                           |
| Guglielmo Balbo                      | 1201               | 1212             |                                           |
| Alberto Amicone                      | 1213               | 1220             |                                           |
| Alberto                              | 1224               | 1224             |                                           |
| Ludovico Archinto                    | 1231               | 1231             |                                           |
| Monaco Pirovano                      | 1231               | 1250             |                                           |
| Azzone Ceppo delle Cinquevie         | 1257               | 1260             |                                           |
| Orrico Scaccabarozzi                 | 1261               | 1293             |                                           |
| Roberto Visconti                     | 1293               | 1341             |                                           |
| Uberto Visconti da Pogliano          | 1342               | 1354             |                                           |
| Roberto Visconti                     | 1354               | 1354             | Poi arcivescovo di Milano                 |
| Enrico da Sessa                      | 1354               | 1357             | Poi vescovo di Pesaro                     |
| Cristoforo De Medici                 | 1374               | 1395             |                                           |
| Giovanni Visconti                    | 1400               | 1406             | Poi arcivescovo di Milano                 |
| Milone                               | 1406               | 1411             |                                           |
| Pietro Castiglioni                   | 1411               | 1417             |                                           |
| Branda Castiglioni                   |                    |                  |                                           |
| Ambrogio De Machis                   |                    | 1430             |                                           |
| Giovanni Visconti                    |                    | 1450             |                                           |
| Guido Castiglioni                    |                    | 1488             |                                           |
| Nicolò Castiglioni                   | 1513               | 1518             |                                           |
| Gian Antonio Trivulzio               | 1518               | 1518             |                                           |
| Gian Giacomo Della Croce             |                    |                  |                                           |
| Ardizone Castiglioni                 | 1526               | 1537             |                                           |
| Carlo Antonio Trivulzio              | 1538               | 1540             |                                           |
| Giovanni Battista Trivulzio          | 1540               | 1548             |                                           |
| Alessandro Campeggi                  | 1548               | 1549             | Già vescovo di Bologna, poi cardinale     |
| Fabio d'Angera                       | 1558               | 1575             |                                           |
| Giovanni Fontana                     | 1576               | ca. 1589         | Poi vescovo di Ferrara                    |
| Gerolamo Castiglioni                 | 1590               | 1592             |                                           |
| Ottaviano Abbiati Ferrero            | 1593               | 1615             |                                           |
| Gian Giacomo Terzago                 | 1615               | 1627             |                                           |
| Alessandro Mazenta                   | 1627               | 1630             |                                           |
| Pietro Hermes                        | 1630               | 1631             |                                           |
| Evangelista Cittadini                | 1631               | 1640             |                                           |
| Uberto Visconti di Somma             | 1640               | 1644             | Poi governatore di Fermo                  |
| Carlo Settala                        | 1644               | ca. 1653         | Poi vescovo di Tortona                    |
| Bartolomeo Capra                     | 1653               | ca. 1662         |                                           |
| Gerolamo Visconti                    | 1662               | ca. 1667         | Poi vescovo di Vigevano                   |
| Nicola Monti                         | 1667               | 1679             |                                           |
| Lodovico Settala                     | 1679               | 1682             |                                           |
| Alessandro Croce                     | 1683               | 1697             |                                           |
| Ortensio Visconti Aicardi            | 1698               | 1702             | Poi vescovo di Lodi                       |
| Monfrino Castiglioni                 | 1702               | 1725             |                                           |
| Carlo Bossi                          | 1725               | 1730             | Poi vescovo di Vigevano                   |
| Giovanni Manrique Hurtado de Mendoza | 1731               | 1742             |                                           |
| Giuseppe Pozzobonelli                | 1743               | 1743             | Poi arcivescovo di Milano                 |
| Ambrogio Fagnani                     | 1743               | 1775             |                                           |
| Benedetto Erba Odescalchi            | 1776               | 1791             |                                           |
| Giuseppe Ordoño de Rosales           | 1792               | 1796             |                                           |
| Carlo Oppizzoni                      | 1796               | 1802             | Poi arcivescovo di Bologna                |
| Gaetano Oppizzoni                    | 1803               | 1849             |                                           |
| Antonio Turri                        | 1850               | 1857             |                                           |
| Cesare Maria Pertusati               | 1858               | 1876             |                                           |
| Filippo Carcano                      | 1881               | 1893             |                                           |
| Federico Sala                        | 1893               | 1903             | Poi vescovo ausiliare di Milano           |
| Francesco Balconi                    | 1904               | 1930             |                                           |
| Giacinto Tredici                     | 1931               | 1934             | Poi vescovo di Brescia                    |
| Melchiorre Cavezzali                 | 1934               | 1944             |                                           |
| Domenico Bernareggi                  | 1944               | 1962             | Poi vescovo ausiliare di Milano           |
| Giuseppe Schiavini                   | 1962               | 1974             |                                           |
| Angelo Majo                          | 1974               | 2002             |                                           |
| Luigi Manganini                      | 2002               | 2012             |                                           |
| Gianantonio Borgonovo                | 2012               |                  |                                           |